# Chitlin’ Circuit
Chitlin’ Circuit – nazwa, którą określano miejsca na południu i wschodzie USA, w których występowali czarnoskórzy muzycy i aktorzy komediowi w trakcie trwania segregacji rasowej. Najważniejsze z nich to „Cotton Club” i „Teatr Apollo” w Nowym Jorku, „Regal Theatre” w Chicago, „Howard Theatre” w Waszyngtonie, „Uptown Theatre” w Filadelfii, „Royal Theatre” w Baltimore, „Fox Theatre” w Detroit, „Victory Grill” w Austin oraz „Ritz Theatre” w Jacksonville.
Występowali tam tacy artyści jak: Jimi Hendrix, Cab Calloway, Duke Ellington, Ella Fitzgerald, Lena Horne, Etta James, Billie Holiday, Count Basie, Dorothy Dandridge, Sammy Davis Jr., Ray Charles, The Supremes, Moms Mabley, Ike i Tina Turner, George Benson, B.B. King, Dr. Lonnie Smith, Richard Pryor, Muddy Waters, Aretha Franklin, Smokey Robinson, Redd Foxx, Patti LaBelle, Gladys Knight & the Pips, The Temptations, John Lee Hooker, Wilson Pickett, Otis Redding, Flip Wilson, The Isley Brothers, The Four Tops, The Jackson 5, Tyler Perry, Bernie Mac.